# LTI – Notizbuch eines Philologen

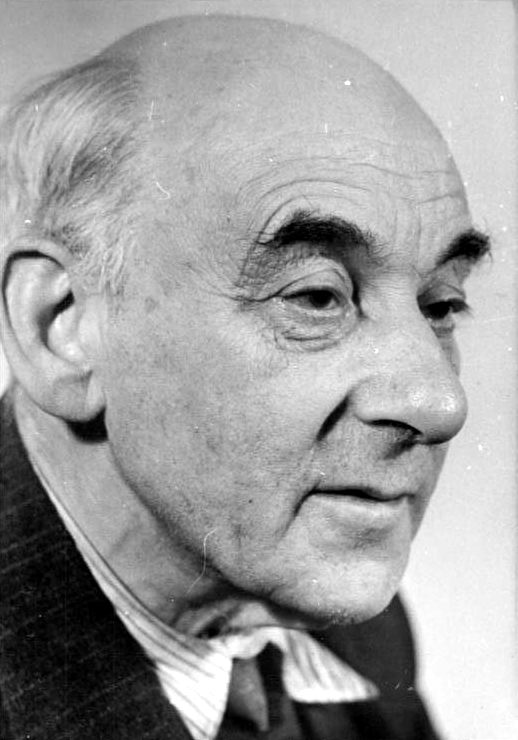
Filoloog Victor Klemperer.

LTI - Lingua Tertii Imperii: Notizbuch eines Philologen (De taal van het derde rijk, notitieboek van een filoloog), is een studie over het taalgebruik van het Derde Rijk, geschreven door de Joodse filoloog Victor Klemperer. Het is een verzameling aantekeningen en essays over de invloed van de propaganda van de NSDAP op de taal en, wat nog belangrijker is, van de taal op het denken. Zowel de auteur als het boek hebben de oorlog overleefd. Het boek werd in 1947 gepubliceerd.

## Ontstaan
Klemperer begon aan zijn boek te schrijven uit frustratie toen hem, om het feit dat hij Jood was, zijn academische titel en leerstoel ontnomen waren en hij in een fabriek werkte om in zijn levensonderhoud te voorzien. De afkorting LTI is een parodische verwijzing naar de veelheid aan afkortingen die in die tijd in Duitsland in omloop waren gebracht door de nazi's, zoals HJ, BDM, SS en SA. Klemperer verklaart er zelf over:
"Een mooi geleerd etiket, zoals ook het Derde Rijk immers van tijd tot tijd de voorkeur gaf aan een fraai klinkend leenwoord. "Garant" klinkt beter dan "waarborg", "defameren" beter dan "kwaadspreken". (Misschien begrijpt ook niet iedereen het, en juist wie het niet begrijpt is er het ontvankelijkst voor.)"
In de LTI ontleedt en catalogiseert Klemperer op systematische wijze het Duits van de nazi's en laat hij zien hoe deze taal tot een newspeak verwordt die de waarheid verhult en de NSDAP-aanhangers beïnvloedt.

## Voorbeelden

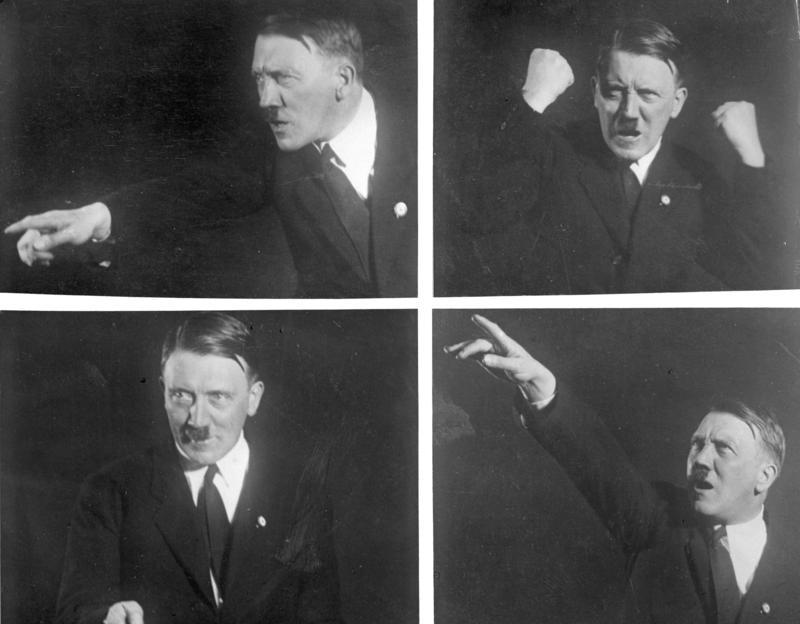
De theatrale bewegingen van de Führer waren ook van belang bij het overbrengen van de boodschap.

### Vaak herhaalde woorden
- Spontan
- Instinkt/Instinktiv
- Fanatisch / Fanatische
- Blind, in de zin van "blind volgen", "blind gehoorzamen", "blind vertrouwen".
- Ewig,
- Artfremd ("Soortvreemd")

### Eufemismen
Klemperer noemt ze zelf Schleierwörter, sluierwoorden omdat ze de brutale werkelijkheid versluieren.
- Sonderbehandlung, marteling, moord.
- Endlösung der Judenfrage, de Holocaust.
- Verschärfte Vernehmung (aangescherpt verhoor), marteling.

### Vaak herhaalde motieven en uitdrukkingen
- De oorlog is de Führer opgedrongen. De oorlog werd formeel verklaard door de geallieerden, hoewel Hitlers overval op Polen er de directe aanleiding toe was, de druppel die uiteindelijk de emmer liet overlopen na de Anschluss van Oostenrijk en de Heim ins Reich-overval op Tsjechoslowakije om het Sudetenland.

- "Onmetelijke haat" van de Joden met een orwelliaanse twist: de Joden hebben een onmetelijke haat tegen het Derde Rijk (agressief en conspiratief), het Duitse volk heeft een "onmetelijke haat" tegen de Joden (spontaan en legitiem).

### Voorvoegsels
- Welt- : Weltanschauung, Weltjudentum
- Groß- : Großdeutsches Reich
- Volks-: Gesundes Volksempfinden, Volkssturm

### Neologismen
- Untermenschentum
- entjuden
- arisieren
- aufnorden, (iets meer Nordisch maken, wat in de praktijk neerkwam op het deporteren van iedereen die niet Nordisch was.)